# L'Enquête (film, 2015)
Pour les articles homonymes, voir Enquête.
Pour plus de détails, voir Fiche technique et Distribution.
L'Enquête est un film à suspense français écrit et réalisé par Vincent Garenq sorti en février 2015. Le film a eu pour titre provisoire La Justice ou le Chaos, et raconte l'enquête, menant dans les méandres de ce qui deviendra les affaires Clearstream le journaliste Denis Robert, en résistant aux intimidations.
Il fait partie des films français et américains plébiscitant les « personnages de journalistes défendant les principes démocratiques et la transparence » à travers une pratique combative du journalisme d'investigation.

## Synopsis
Denis Robert claque la porte du journal Libération et se lance à son compte dans une enquête le menant dans les méandres de ce qui deviendra les affaires Clearstream. Après la sortie de son livre Révélation$, ce dernier se retrouve poursuivi pour diffamation par plusieurs institutions financières, le confortant plus que jamais dans sa recherche du fin mot de l'histoire, avec l'aide du juge Renaud Van Ruymbeke.

## Fiche technique
- Titre original : L'Enquête
- Titre français : L'Enquête
- Réalisation : Vincent Garenq
- Scénario : Vincent Garenq et Stéphane Cabel avec la participation de Denis Robert
- Décors : Véronique Sacrez
- Costumes : Catherine Marchand
- Montage : Vincent Garenq, Elodie Codaccioni et Raphaël de Monpezat
- Musique : Erwann Kermorvant
- Photographie : Renaud Chassaing
- Son : Philippe Kohn, François Dumont et Thomas Gauder
- Production : Christophe Rossignon et Philip Boëffard
- Sociétés de production : Nord-Ouest Films, en association avec les SOFICA SofiTVciné 1 et Cofinova 10
- Sociétés de distribution :  Film Distribution
- Pays d’origine :  France
- Budget : 7 900 000 €[2]
- Langue : français
- Durée : 106 minutes
- Format :
- Genre : thriller et biopic
- Dates de sortie : 
  -  France : 11 février 2015

## Distribution
- Gilles Lellouche : Denis Robert
- Charles Berling : le juge Renaud Van Ruymbeke
- Florence Loiret Caille : Géraldine Robert
- Laurent Capelluto : Imad Lahoud
- Éric Naggar : Jean-Louis Gergorin
- Grégoire Bonnet : Laurent Beccaria
- Laurent D'Olce : Vincent Peillon
- Gilles Arbona : général Rondot
- Cassiopée Mayance : Fille de Denis Robert
- Louvia Bachelier : Marie enfant
- Jean-Pol Brissart : procureur pôle financier
- Antoine Gouy : Florian Bourges
- Marc Olinger : Ernest Backes
- Joël Delsaut : ancien cadre Clearstream
- Hervé Falloux : Dominique de Villepin
- Germain Wagner : André Lussi
- Marie-Christine Orry : la greffière
- Daniel Hanssens : avocat Clearstream
- Christian Kmiotek : Regis Hempel
- Valéry Schatz : présentateur JT3
- Thomas Séraphine : Arnaud Montebourg
- Laurent Manzoni : Albessart, cadre Thomson à Taïwan
- Laurent Sivot : Morisson, cadre Thomson à Taïwan
- Didier Raymond : chef services secrets français
- Marc Bodnar : Thierry Imbot, agent des services secrets à Taïwan
- Hugues Martel : père de Thierry Imbot
- Johann Dionnet : Dan, collègue à Libération
- Patrick Zimmermann : rédacteur en chef de Libération
- Sarah Suco : assistante Les Arènes
- Alexia Depicker : attachée de presse Les Arènes
- Francis Leplay : avocat de Denis Robert et Les Arènes
- Constance Dollé : Mme Lahoud
- Stefan Cuvelier : l'homme à la dédicace

## Distinctions

### Nominations et sélections
- Césars 2016 : 
  - Meilleure adaptation